# Bomba termonucleare Mark 21
La bomba termonucleare Mark 21 era una bomba nucleare prodotta dagli Stati Uniti per la prima volta nel 1955. Si basava sul prototipo TX-21 "Shrimp" che era stato detonato durante il test Castle Bravo nel marzo del 1954. Mentre la maggior parte dei  test dell'Operazione Castle aveva come scopo quello di valutare armi intese per l'immediata costruzione e immagazzinamento, oppure che erano già disponibili per l'utilizzo come parte dell'"Emergency Capability Program", Castle Bravo era un progetto di bombe avio-lanciabili a gravità, che avrebbe provato un disegno che avrebbe ridotto drasticamente le dimensioni e i costi della prima generazione di armi nucleari sganciabili dall'aria (le varie Mk 14, Mk 17 e Mk 24). Lunga 3,81 m, con 142 cm di diametro e un peso di 6800 kg – meno della metà delle armi Mk-17/24 – la Mk-21 era significativamente più piccola rispetto ai suoi predecessori. La sua potenza esplosiva minima era specificata a 4 megatoni.

## Storia
La produzione in quantità delle Mk-21 cominciò nel dicembre del 1955 fino al luglio del 1956. Sono state prodotte tre versioni; la Mk-21C venne testata nell'esplosione "Navajo" nel corso dell'Operazione Redwing, fornendo una potenza di 4,5 megatoni. Successivamente nel giugno del 1957 tutte le bombe Mk-21 vennero trasformate nella più potente Mk-36, che venne rimossa dagli arsenali nel 1962.